# Terry Carter
Pour les articles homonymes, voir Carter.
John Everett DeCoste, dit Terry Carter, est un acteur américain né le 16 décembre 1928 à Brooklyn, New York (États-Unis) et mort dans la même ville le 23 avril 2024.

## Biographie
En janvier 2015, Terry Carter a été prononcé victime d'un délit de fuite impliquant le producteur Suge Knight qui aurait entraîné sa mort. Cependant, la victime était un membre associé de Knight, qui portait le même nom que Carter, mais était nettement plus jeune (55 ans) que l'acteur de 86 ans à l'époque. Carter a publié plusieurs déclarations dans les médias confirmant qu'il était toujours en vie[réf. nécessaire].

## Filmographie

### Acteur
- 1955 : The Phil Silvers Show (série TV) : Pvt. Sugarman
- 1957 : The Green Pastures (en) (TV) : Gabriel
- 1961 : La Soif de la jeunesse (Parrish) : Cartwright
- 1965 : Combat ! (Combat!) (TV) Archie (série 3, épisode 23)
- 1969 : Nerosubianco de Tinto Brass : l'Américain
- 1970 : Company of Killers (TV) : Jaffie
- 1970 : McCloud: Who Killed Miss U.S.A.? (TV) : sergent Joe Broadhurst
- 1971 : Two on a Bench (TV) : Kingston
- 1973 : Brother on the Run : Boots Turner
- 1973 : The Six Million Dollar Man: Solid Gold Kidnapping (TV) : Mel Bristo
- 1974 : Foxy Brown : Michael Anderson / Dalton Ford
- 1974 : Benji : officier Tuttle
- 1974 : Abby (en) de William Girdler : Révérend Emmett Williams
- 1978 : Galactica - Les Cylons attaquent (Mission Galactica: The Cylon Attack) (TV) : colonel Tigh
- 1978 : Galactica : La Bataille de l'espace (Battlestar Galactica) de Richard Colla : colonel Tigh
- 1989 : The Return of Sam McCloud (TV) : chef Joseph J. Broadhurst
- 1998 : Hamilton : Texas Slim
- 1999 : Battlestar Galactica: The Second Coming : président Tigh
- 2001 : Hamilton (TV) : Texas Slim (épisodes 1 et 4)